# Monumento al Sagrado Corazón (San Juan de Aznalfarache)
El monumento al Sagrado Corazón de Jesús es una torre monumental de España dedicada al Sagrado Corazón de Jesús situado en la barriada del Monumento, en San Juan de Aznalfarache, Andalucía. Fue construido para albergar los restos del cardenal Segura y de sus hermanos.

## Composición
Se compone de una torre de ladrillo visto con detalles neomudéjares y barrocos coronada por una estatua de Jesús obra de José Lafita Díaz ejecutada por la cuadrilla de marmolistas de Don Antonio Suárez Torres y su hijo Don José Suárez Corcoles, en mármol blanco y de 8 metros de altura. La torre con su escultura miden un total de 41 metros. Está situada en un patio semicircular de 75 metros de diámetro. El patio posee una columnata y da acceso a las dependencias del Convento de las Salesas, al Colegio de Santa Teresa de Jesús, a la Capilla del Perdón, a la Casa de Ejercicios y al Jardín de Betania con Hospedería.
La torre está decorada con un crucificado, una Coronación de la Virgen y la Transfiguración de Jesús y tiene una puerta de acceso en su escalinata para acceder a la cripta subterránea.

## Cripta subterránea
En la cripta subterránea se encuentra la capilla de San Pío X, donde se encuentra enterrada la familia Sánchez-Dalp. Además, hay otra capilla que corresponde a la viuda de Urcola. En el panteón del cardenal se encuentra una Virgen de las Misericordias de alabastro y la capilla está entornada con mármol rosa, gris y negro. En dicha capilla se encuentran enterrados los padres de Pedro Segura: Santiago Segura Arroyo y Juliana Sáenz, y sus tres hermanos; Quintín, Emiliano y Paz Segura y Sáenz. También se encuentran en dicha capilla los restos del propio Pedro Segura.